# Guillaume de Bournel
Guillaume de Bournel, genannt Burgonelli, war ein französischer Adliger und Militär. Er ist der dritte bekannte Marschall von Frankreich.
Über Guillaume de Bournels Herkunft und Familie ist nichts bekannt. Er ist lediglich 1194/95 bezeugt aufgrund eines Geschenks, das ihm König Philipp II. machte.